# Parc transfrontalier de Kgalagadi
Pour les articles homonymes, voir Kgalagadi.
Le parc transfrontalier de Kgalagadi est un parc national partagé entre l'Afrique du Sud et le Botswana qui regroupe deux anciens parcs nationaux, le Kalahari Gemsbok National Park en Afrique du Sud et le Gemsbok National Park au Botswana. Depuis 1999 le parc s'étend sur 38 000 kilomètres carrés. Approximativement les trois-quarts du parc se trouvent au Botswana et un quart en Afrique du Sud. Il est renommé pour ses oiseaux de proie. Son emblème est l'oryx gazelle.

## Histoire
Côté Afrique du Sud, le parc national Kalahari Gemsbok est créé le 31 juillet 1931 principalement pour protéger l'oryx du braconnage. Il s'étend à l'époque sur 9 594 km2.
Côté Botswana, le parc Gemsbok est créé en 1937. Il s'étend alors sur 28 400 km2.
En juin 1992, les représentants des parcs nationaux sud-africains (actuellement SANParks) et le département de la faune et de la flore et des parcs nationaux du Botswana fondent un comité commun de gestion du secteur reconnu comme entité écologique unique. Le 7 avril 1999, le Botswana et l'Afrique du Sud signent un accord bilatéral historique par lequel les deux pays gèrent en commun les parcs nationaux adjacents, le parc national Gemsbok au Botswana et le parc national Kalahari Gemsbok en Afrique du Sud, qui deviennent le parc transfrontalier Kgalagadi.
En 2002, un accord est signé  dans le cadre de la restitution de terres aux peuples indigènes : 60 000 hectares sont rendus aux deux communautés locales - 30 000 ha aux San (anciennement appelés Boshimans), et 30 000 hectares aux Mier, peuple métis d'éleveurs installés au sud du Kgalagadi il y a plus de 170 ans. L'accord inclut la création dans le parc, à la frontière des terres San et Mier, d'un lodge commun aux deux communautés. Opérationnel depuis 2007, le lodge Klaus (écrit !Xaus Lodge) est géré par la Transfrontier Parks Destinations. Il offre un hébergement de standing et un village culturel. Les bénéfices sont en partie reversés aux communautés.

## Géographie, hydrologie, climat
Kgalagadi signifie « le pays de la soif ». Le parc est situé en grande partie dans le désert du Kalahari. Le terrain est constitué de dunes rouges, avec une couverture végétale clairsemée. Des dunes linéaires se sont formées il y a 6 000 à 14 000 ans, sous l'impulsion de très forts vents.
La rivière Nossob y sert de frontière entre l'Afrique du Sud et le Botswana. Les lits des rivières Nossob et Auob sont à sec. On dit que ces rivières coulent seulement une fois par siècle. Cependant, l'eau coule en sous-sol et permet à quelques acacias de pousser dans le lit des rivières.
La pluviométrie est en moyenne de 200 mm par an. Les températures sont extrêmes, le sable pouvant atteindre 42 °C à l'ombre et 70 °C en surface du sol exposé au soleil durant les mois d'été et les températures pouvant descendre à −12 °C ou −14 °C la nuit en hiver.
| Mois                              | jan. | fév. | mars | avril | mai  | juin | jui.  | août | sep. | oct. | nov. | déc. | année |
| --------------------------------- | ---- | ---- | ---- | ----- | ---- | ---- | ----- | ---- | ---- | ---- | ---- | ---- | ----- |
| Température minimale moyenne (°C) | 19,6 | 19,1 | 16,8 | 11,7  | 5,5  | 2,1  | 0,9   | 2,7  | 7,5  | 10,6 | 15,3 | 17,8 | 10,9  |
| Température moyenne (°C)          | 27,7 | 26,7 | 24,6 | 20,2  | 15,1 | 11,8 | 11,4  | 13,3 | 18   | 21,4 | 24,4 | 26,7 | 20,1  |
| Température maximale moyenne (°C) | 35,8 | 34,5 | 32,5 | 28,7  | 24,6 | 21,6 | 22    | 23,9 | 28,6 | 21,3 | 33,6 | 35,6 | 29,4  |
| Record de froid (°C)              | 7,6  | 5,7  | 3,9  | −2    | −7,6 | −9,7 | −10,3 | −9,7 | −5   | −0,2 | 3,2  | 3    | −10,3 |
| Record de chaleur (°C)            | 42   | 41,2 | 40,5 | 37,2  | 33,5 | 29,3 | 30,2  | 33,6 | 38,5 | 40,5 | 41,7 | 45,4 | 45,4  |
| Précipitations (mm)               | 15   | 45   | 33   | 31    | 12   | 3    | 1     | 2    | 2    | 12   | 18   | 20   | 222   |
| Humidité relative (%)             | 38   | 47   | 55   | 59    | 61   | 62   | 57    | 51   | 39   | 36   | 35   | 34   | 48    |

Le parc contient plus de 50 points d'eau, tous pourvus d'une éolienne à l'ancienne pour pomper l'eau. Ces puits ont été forés au XIXe siècle pour les besoins humains. Certains sont salés ou très minéralisés. En période de sécheresse annuelle, les seules sources d'eau sont les melons tsamma et les concombres sauvages.

## Galerie

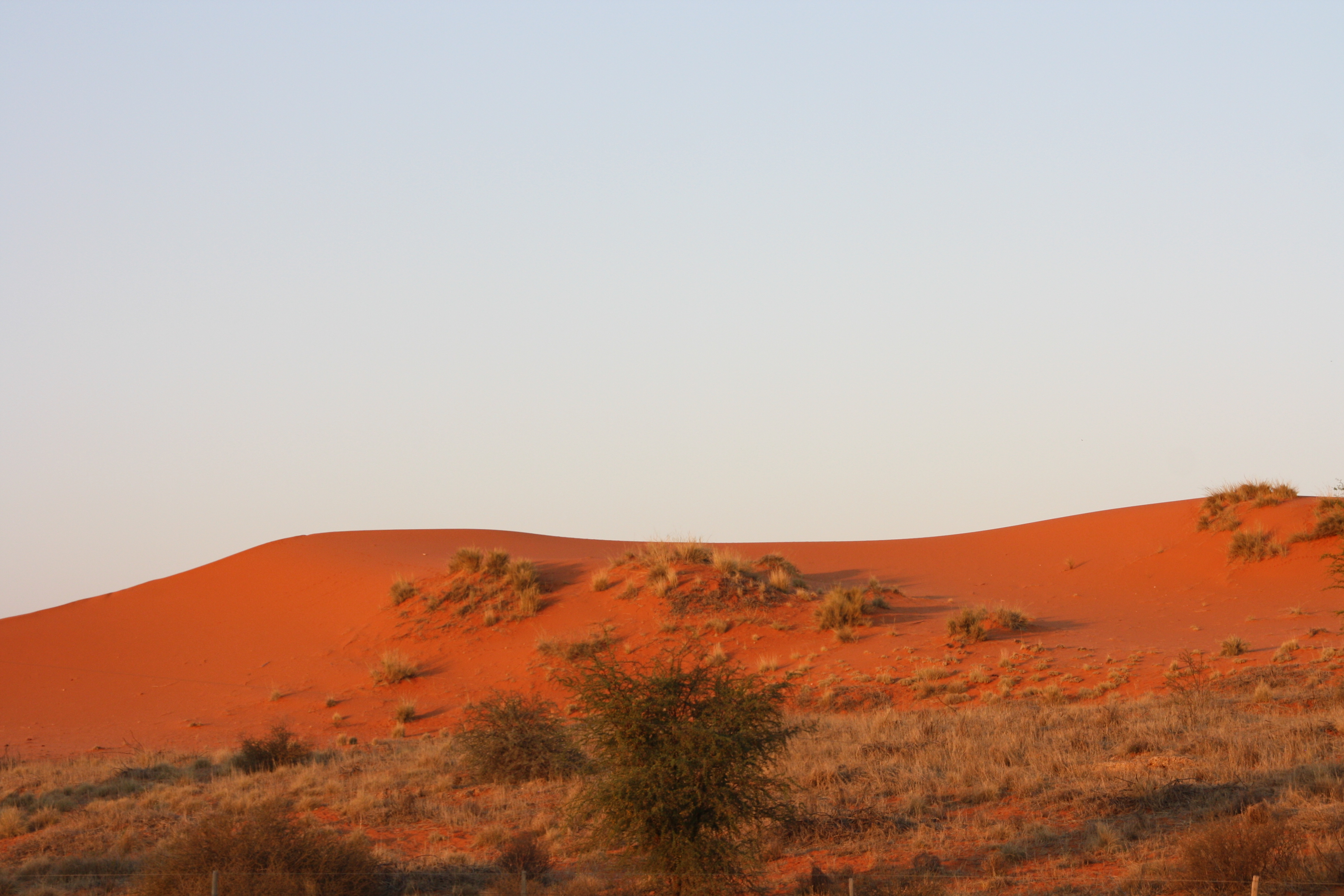
Dunes de sable rouges.
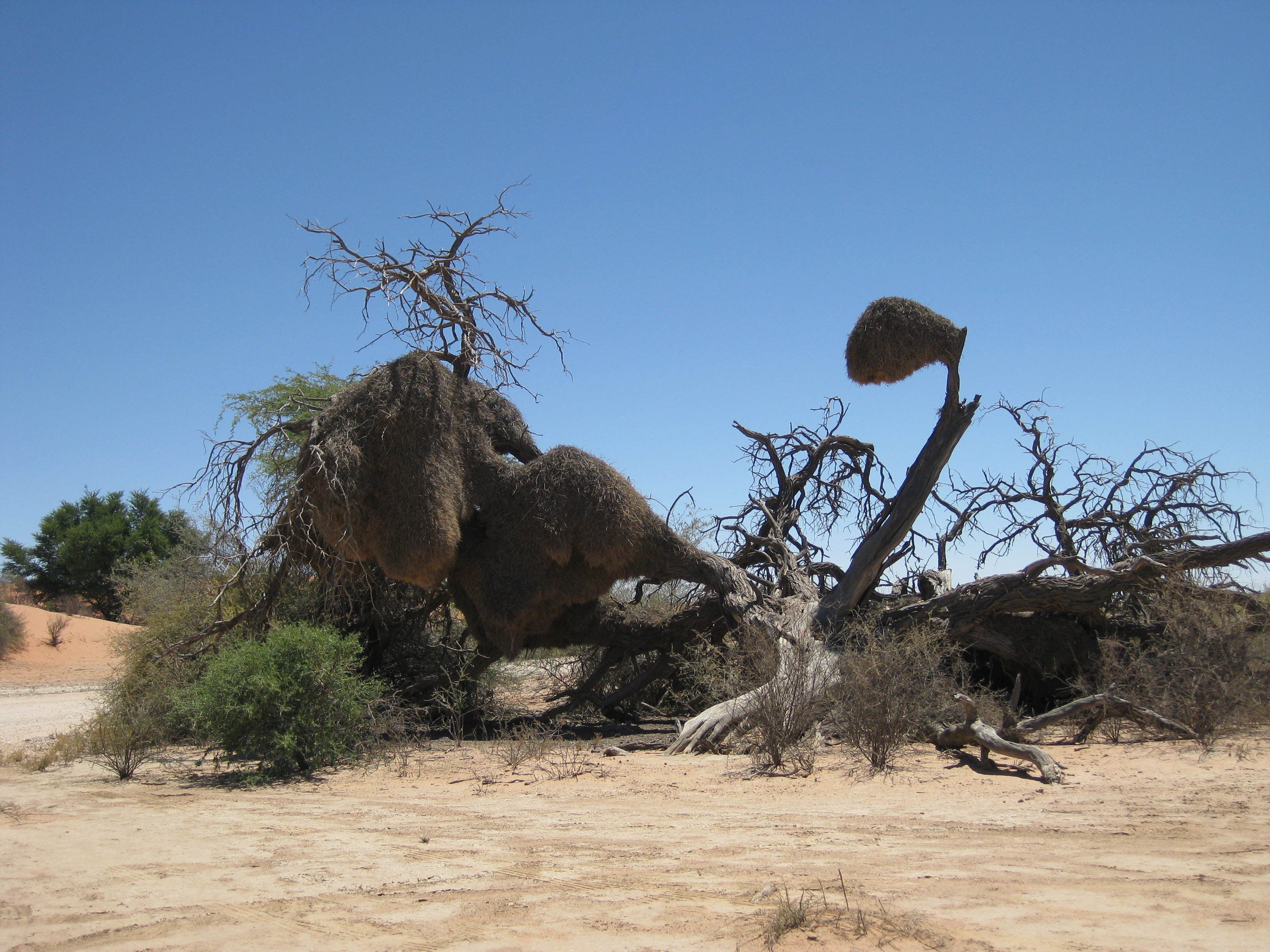
Nids d'oiseaux sociaux.
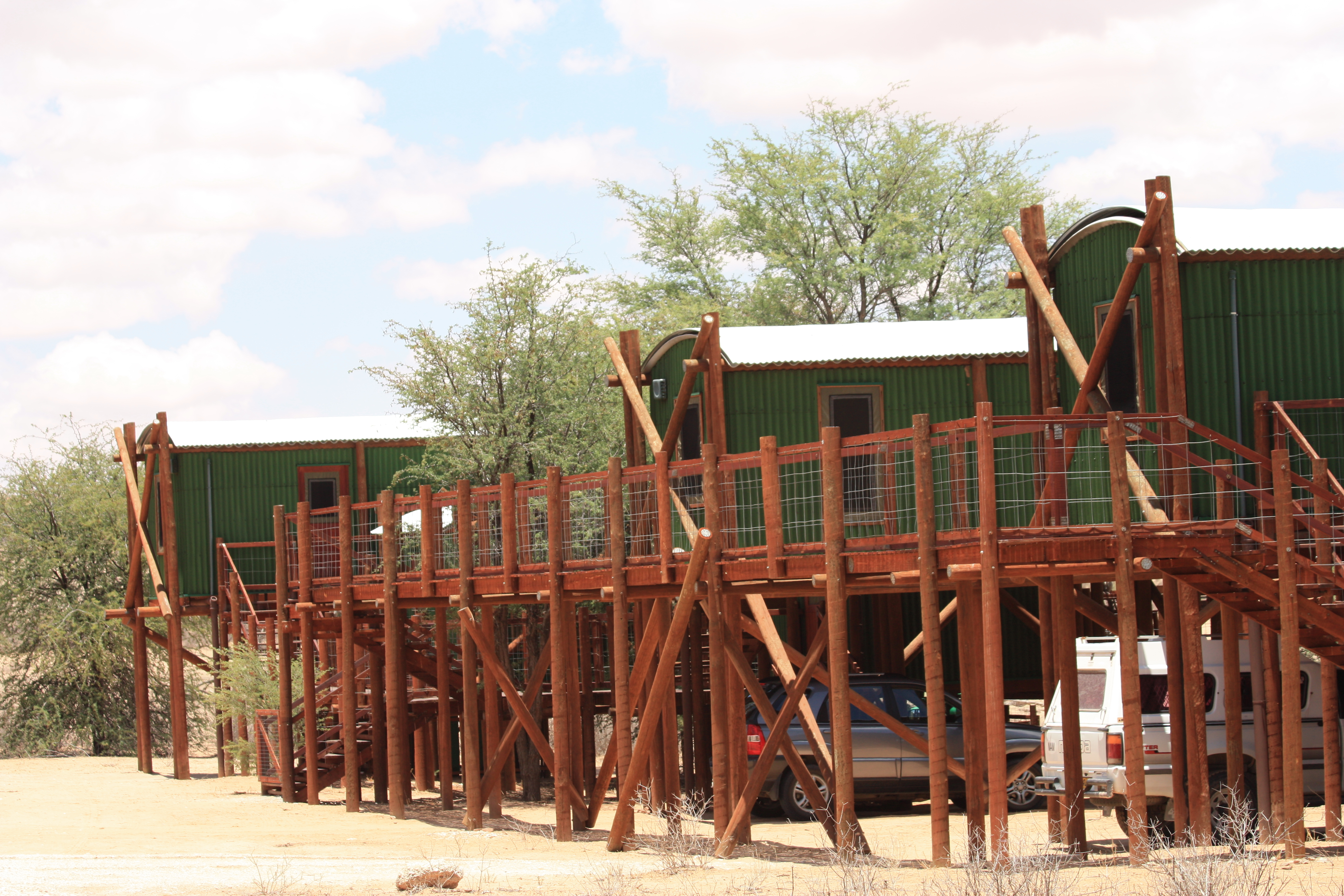
Camp nature de Urikaruus.
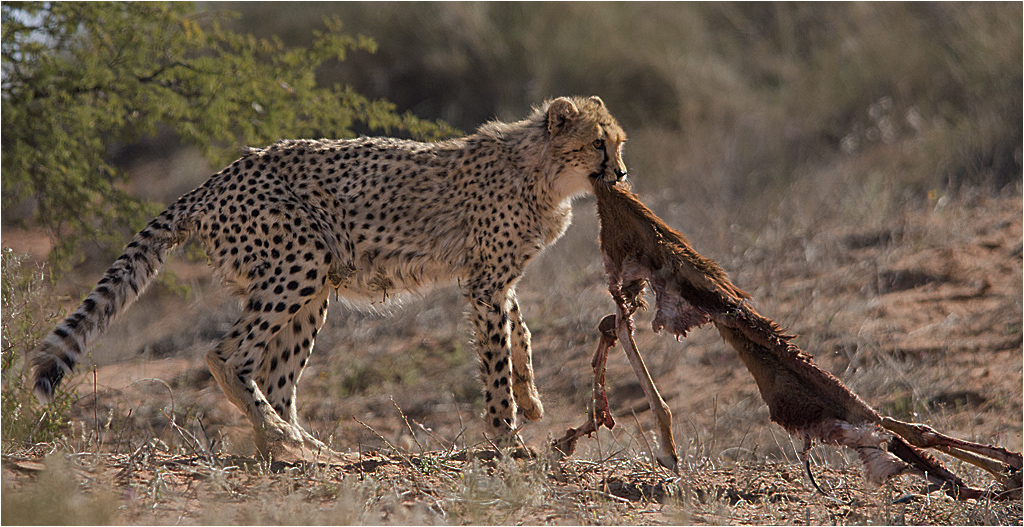
Guépard.
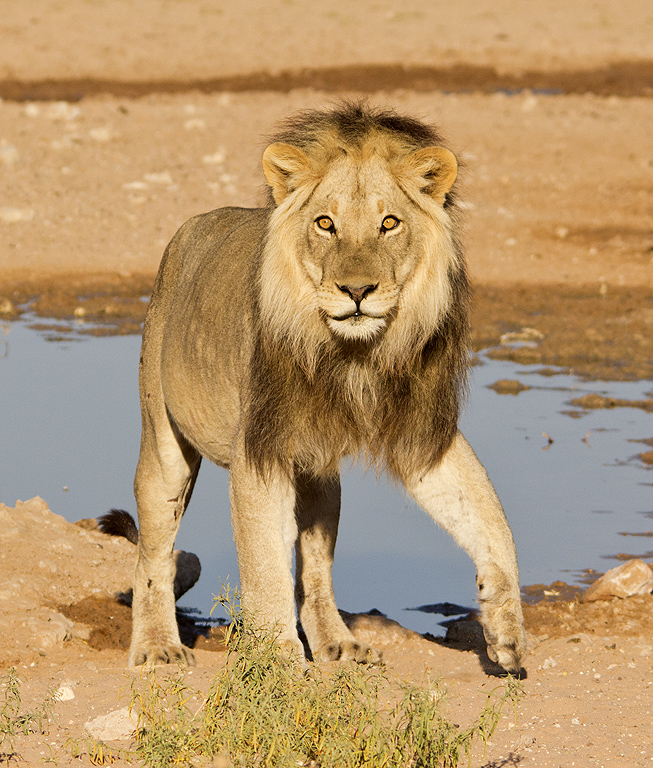
Lion à un trou d'eau.
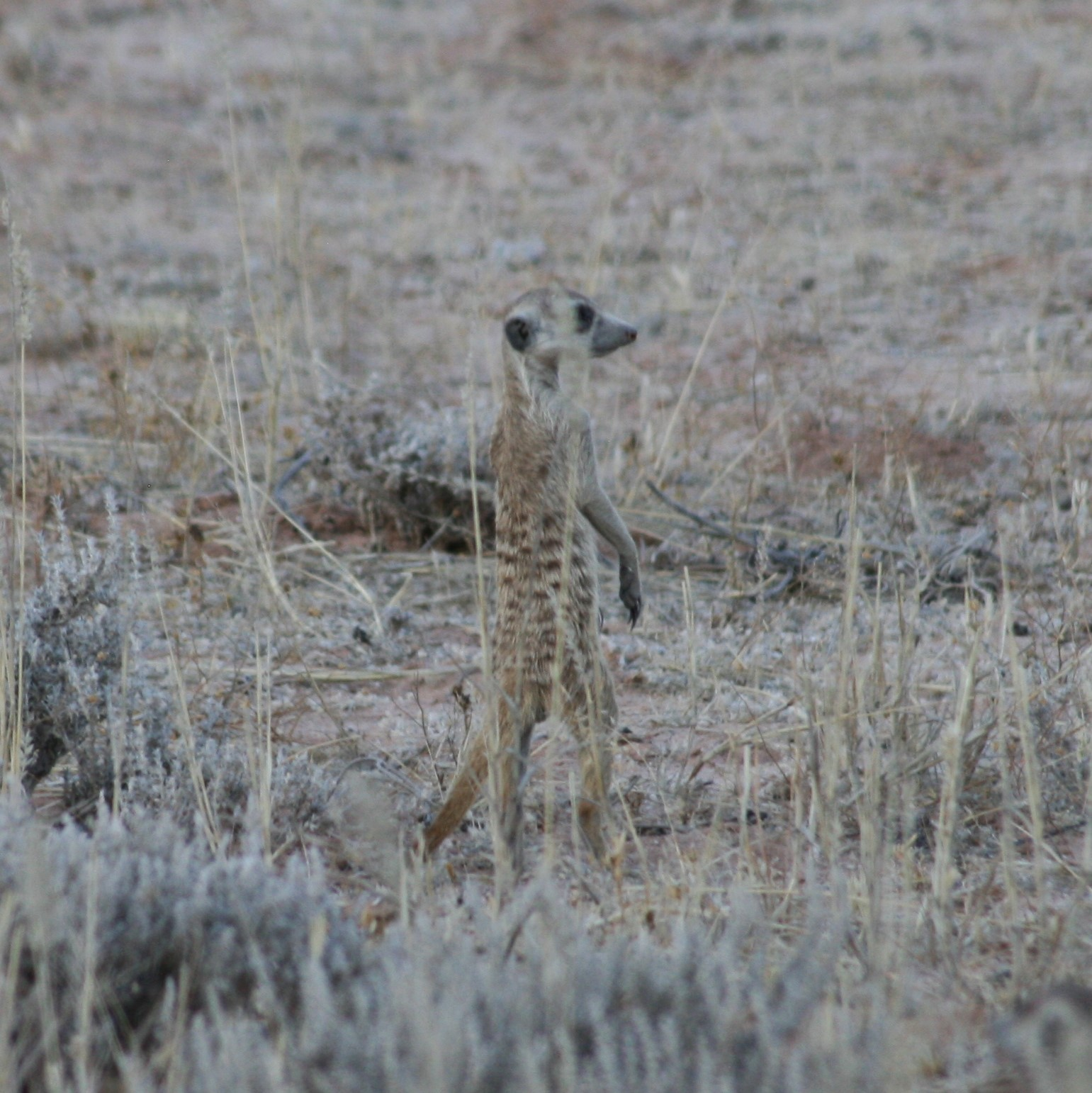
Les suricates sont abondants.
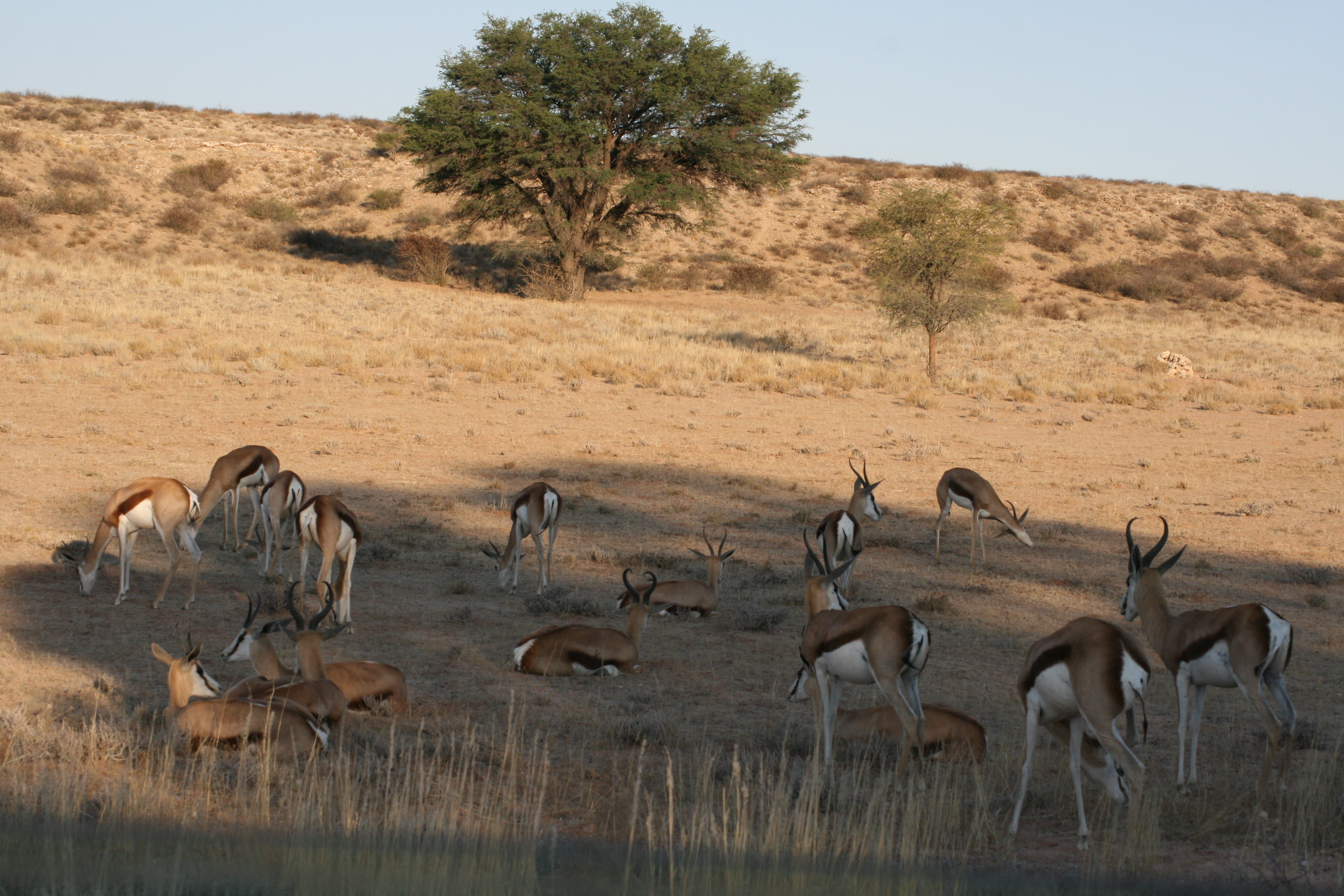
Troupeau de springboks.
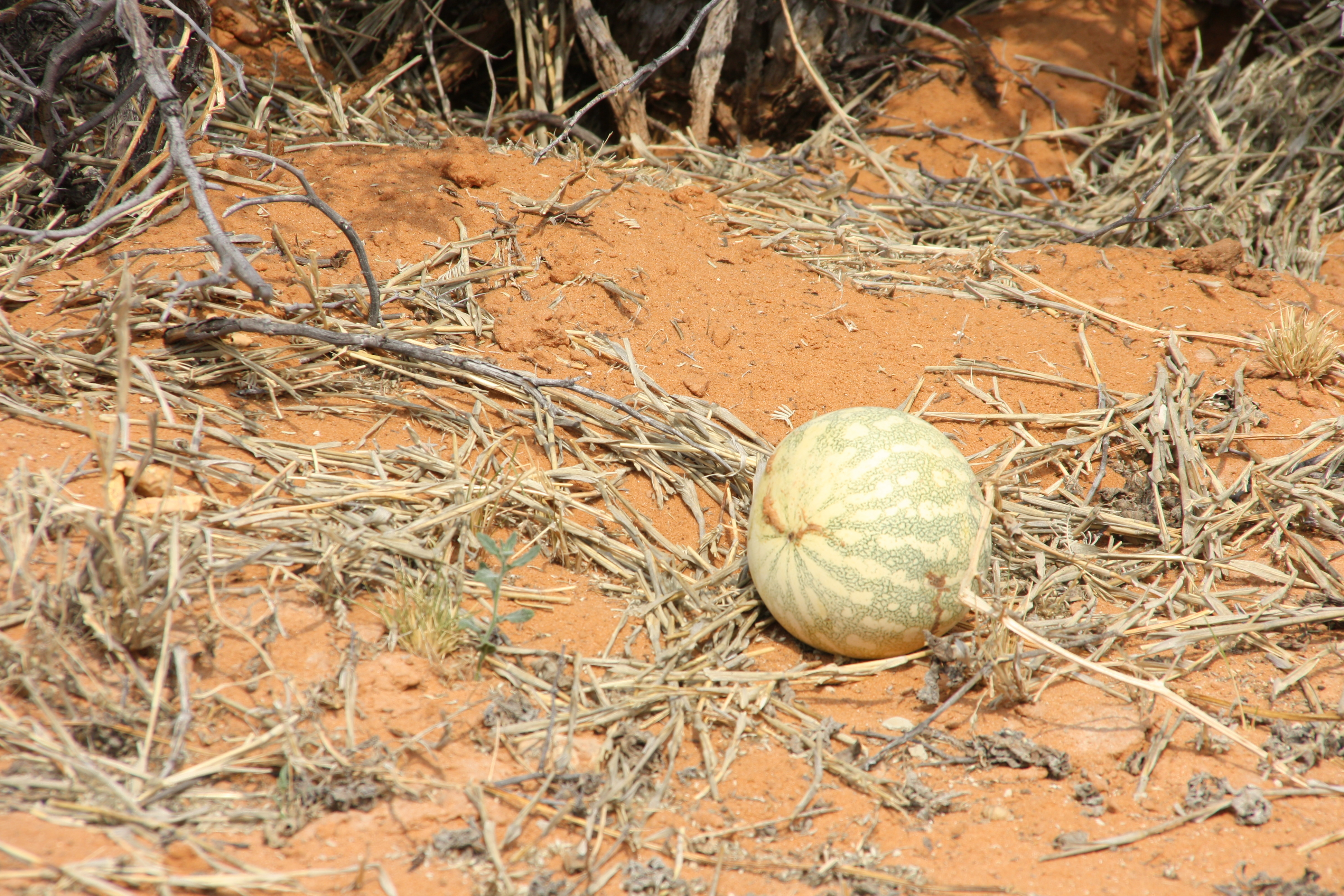
Melon sauvage dit tsamma du Kalahari.
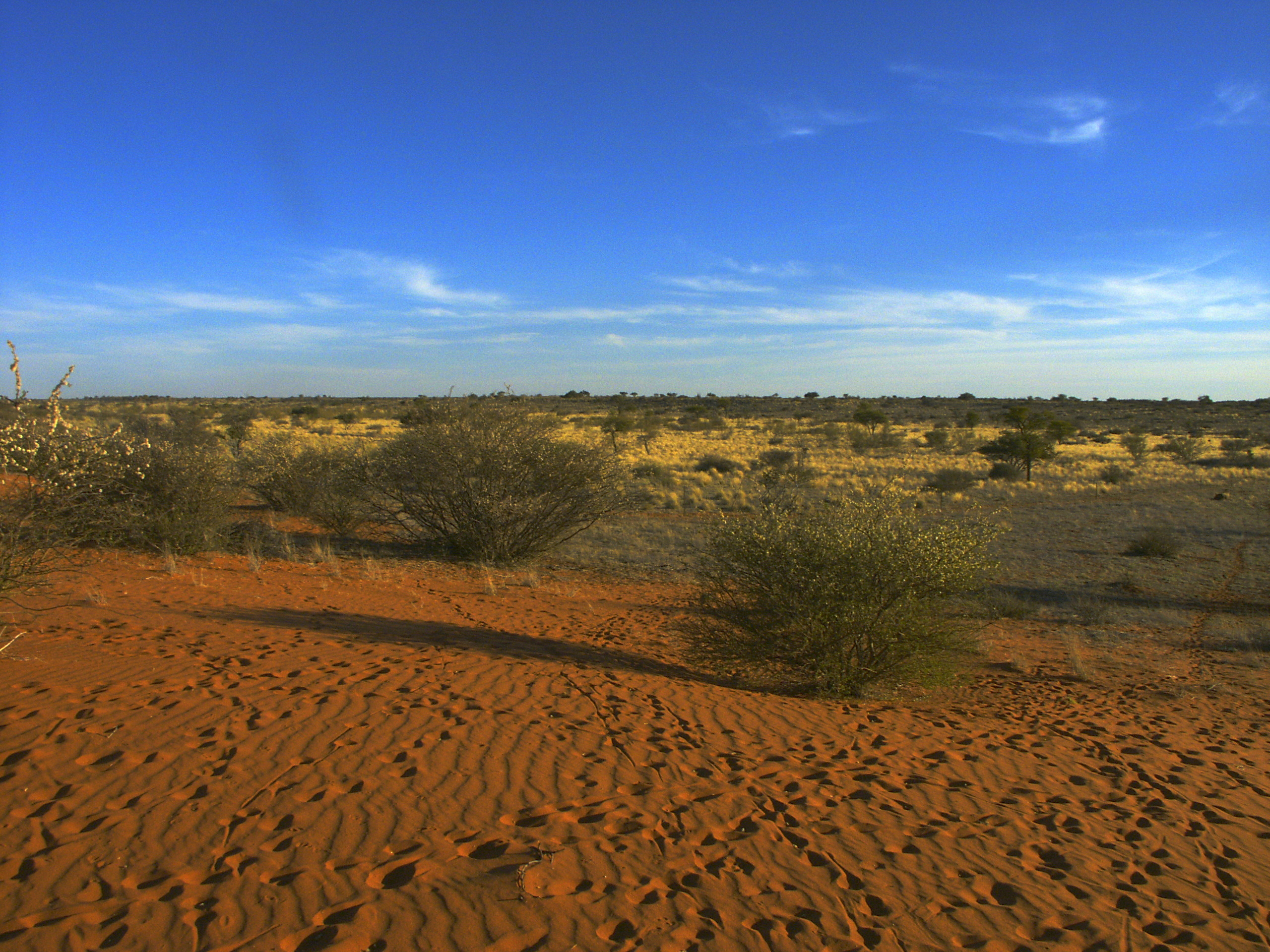
Paysage du parc.

## Végétation
Le parc (et le désert du Kalahari en général) n'est pas une vaste étendue de sable nu. Il contient des centaines d'espèces de plantes de toutes sortes, dont 64 espèces fréquemment rencontrées dans le parc, et chaque année de nouvelles plantes sont découvertes. En période de pluie un tapis d'herbes continu le recouvre. Même pendant la sécheresse la couverture végétale conserve de l'herbe, des buissons et des arbres. L'acacia à girafe y est une espèce-clé, servant d'abri à tous les animaux contre la chaleur du soleil en été ; il abrite aussi les grands nids communs du républicain social. On y trouve le melon tsamma et le concombre sauvage Acanthosicyos naudinianus (encore appelé concombre Gemsbok,), seules sources d'eau pendant la sécheresse.

## Faune

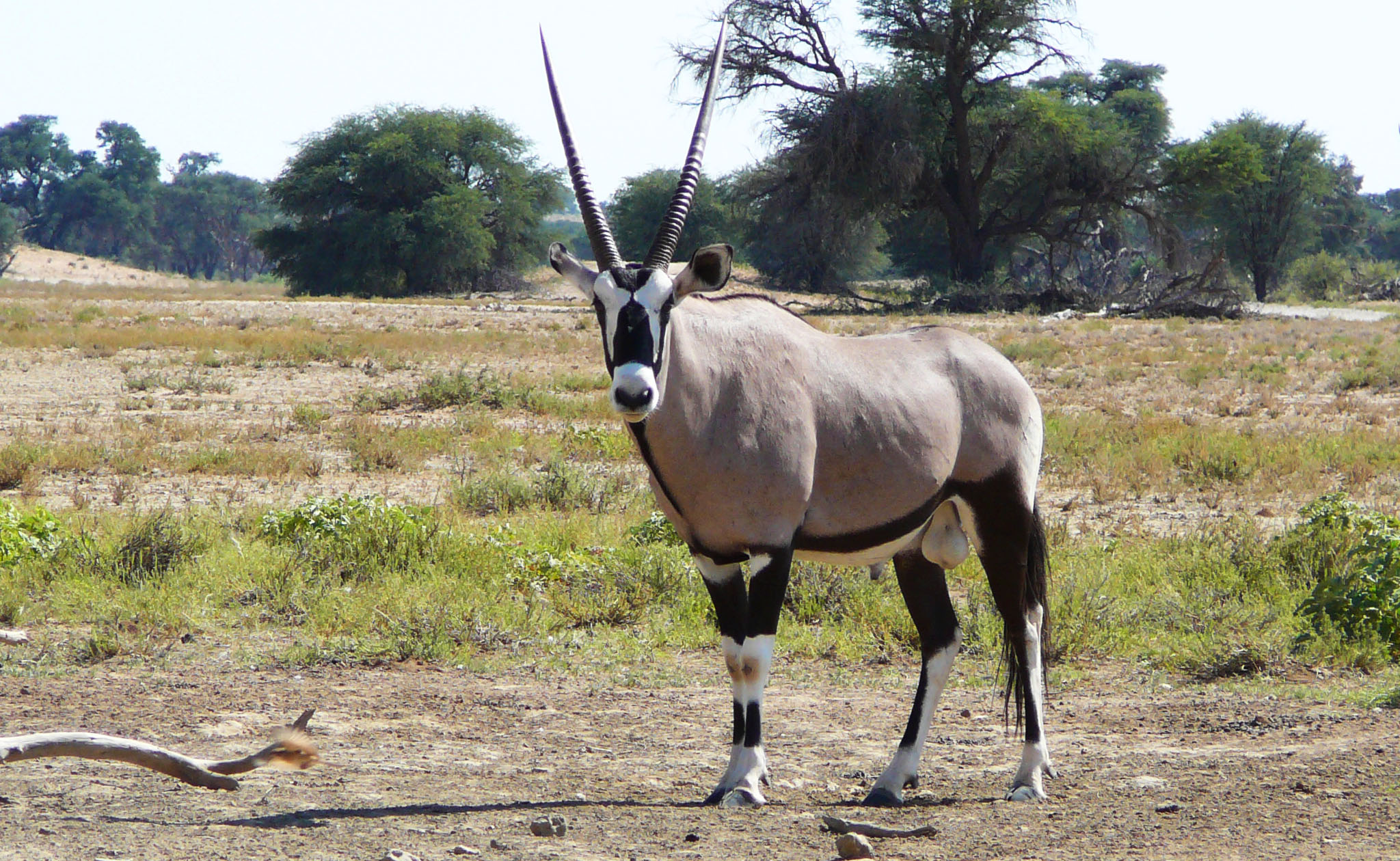
L'Oryx est l'un des animaux les plus emblématiques du parc, résistant particulièrement bien à l'aridité du climat.

Le parc abrite de grands prédateurs comme les lions noirs du Kalahari, des guépards, des léopards et des hyènes. On y trouve aussi des chacals. Tous se ravitaillent sur les troupeaux de grands herbivores présents comme le gnou (notamment le gnou bleu), l'oryx, le springbok, l'éland, le bubale... De nombreux petits mammifères dont le suricate, l'écureuil terrestre et beaucoup d'autres, abondent dans le parc. Des girafes ont été réintroduites dans les années 1990 ; celles-ci mises à part, tous les autres animaux sont autochtones.
Le parc abrite également de nombreux reptiles comme la tortue léopard.
Environ 280 espèces d'oiseaux peuvent y être observés, dont le rare fauconnet d'Afrique (Polihierax semitorquatus semitorquatus), l'une des espèces de rapaces les plus communes dans le parc. 92 espèces d'oiseaux résident dans le parc toute l'année.
Parmi les animaux présents, seuls les gnous ont réellement besoin d'eau ; les autres animaux peuvent s'en passer plus ou moins. L'oryx local peut élever sa température corporelle à 44 °C pour ne pas transpirer ; il a de plus un système de refroidissement du cerveau.
Les animaux bougent beaucoup en fonction des conditions climatiques ; la sécheresse les fait se concentrer dans les deux lits de rivière.

## Tourisme
Les deux routes du parc suivent les lits des deux rivières sèches.
Il y a trois lodges, sans compter celui des deux tribus, qui offrent des facilités comme l'air conditionné, des boutiques et des piscines :
- Twee Rivieren : le plus grand camp du parc et son centre administratif, il est situé sur la rive de la rivière sèche Nossob. On y trouve une réception, un magasin, du carburant, un centre d'information et une piscine. C'est le seul camp qui bénéficie de l'électricité vingt-quatre heures sur vingt-quatre, et de réception pour les téléphones portables[1].
- Mata-Mata : les logements incluent chalets, chalets pour familles et terrains de camping. Il est situé sur la rive de la rivière sèche Auob, sur la limite est du parc, en bordure de Namibie. Il est entouré de dunes, avec un couvert végétal de bushveld d'épineux. Des girafes font de fréquents passages. Le camp a une réception, une piscine, un magasin, et fournit du carburant. Il n'y a ni téléphone ni réception pour les téléphones portables. Il est à 2,5 h de trajet routier du camp de Twee Rivieren[1].
- Nossob : ce camp est situé sur la rive de la rivière sèche Nossob, et entouré de savane arborée. Il est particulièrement réputé pour l'observation d'oiseaux de proie. Le camp a une réception, un centre d'information sur les prédateurs, une piscine, un magasin, et fournit du carburant. Il a aussi deux « maisons d'hôtes », plusieurs maisonnettes, et un terrain de camping. Un générateur produit de l'électricité 18 h / jour. Il n'y a pas de réception pour les téléphones portables. Nossob est à 3,5 h de trajet routier du camp de Twee Rivieren[1].

Il y a six « camps nature » (wilderness camps) qui fournissent un abri et un peu d'eau pour se laver, mais où les visiteurs doivent apporter eux-mêmes leur nourriture, l'eau potable et le bois pour faire du feu :
- Bitterpan : ce camp n'est pas clôturé. Élevé au-dessus des dunes de sable du Kalahari, il surplombe un trou d'eau. Un « assistant tourisme » est disponible vingt-quatre heures sur vingt-quatre.
Au milieu de la nature, ce camp ouvre une nouvelle route 4 × 4 (autrement dit, seuls les 4 × 4 sont autorisés à y accéder - mais les gros 4 × 4 du style Unimogs ne sont pas autorisés), route à sens unique à travers les dunes partant de Nossob jusqu'à Mata-Mata et le camping du Kalahari. Il est à environ 2,5 h à 3 h de route de Nossob, et de même distance jusqu'à Craig Lockhart et la route touristique de l'Auob - puis de là à 15 min de Mata-Mata, ou 2 h de route jusqu'à Twee Rivieren.
Il est recommandé de prévoir un itinéraire passant préalablement par Nossob, car Nossob est le seul lieu où se faire enregistrer pour accéder à Bitterpan. Le camp et sa route d'accès sont strictement réservés aux résidents du camp dûment enregistrés. Les résidents doivent fournir leur propre bois de feu ou charbon et leur eau potable. Aucun trailer, même s'ils sont en 4 × 4, n'est admis sur la route d'accès et a fortiori au camp. Il y a peu d'opportunités de conduire une fois au camp ; il y a une piste à sens unique de 15 km, et si l'on reste plus d'une nuit on peut se servir de la route qui va à Moravet pour rejoindre les routes touristiques puis revenir au  camp. Toutes les routes menant au camp et en sortant, sont à sens unique. Pas de carburant ni magasin, et les services les plus proches sont à Nossob et Mata-Mata[1].
- Grootkolk : de même que Bitterpan, ce camp n'est pas clôturé, est également élevé au-dessus des dunes de sable du Kalahari, surplombe un trou d'eau, et un « assistant tourisme » est disponible vingt-quatre heures sur vingt-quatre.
À 20 km de Union’s End où se rencontrent les trois pays Afrique du Sud, Botswana et Namibie, Grootkolk est à 6 h de route de Twee Rivieren et 2,5 h de Nossob. Le camp est accessible aux berlines.
Il y a 4 chalets de 2 couchages chacun, faits de sacs de sable et de toile, avec chambre, ventilateur de plafond, salle de bains et cuisine sur la véranda. Ils sont meublés (vaisselle, couverts, draps, frigidaire et (braai?). L'un des chalets est aménagé pour les handicapés. Une cuisine et un barbecue communs sont disponibles. L'eau chaude et la cuisine sont au gaz, l'éclairage est fourni par des panneaux solaires[1].
- Camp pour tentes du Kalahari (Kalahari Tented Camp[1]).
- Camp nature Kieliekrankie (Kieliekrankie Wilderness Camp)[1].
- Camp nature de Urikaruus (Urikaruus Wilderness Camp)[1].
- Camp nature de Gharagab (Gharagab Wilderness Camp)[1].

Lodge Safari de luxe 
- !Xaus Lodge

Propriété des San et des Mier, il a 24 couchages. Il est utilisé par les tribus locales, les San et les Mier, pour créer et vendre des produits artisanaux.